# SACRANECO
SACRANECO，日本插畫家。居住於長崎縣。

## 作品列表

### 輕小說插圖
- 我只是，還沒有全力以赴（著：三木奈沙，〈DASH X 文庫（日语：ダッシュエックス文庫）〉，集英社）
- ？?（著：空埜一樹，〈HJ文庫〉，HobbyJAPAN（日语：ホビージャパン））
- 想要戀人因此試著鍊成一個跟學生會長很像的女生，結果我卻變成了她的僕人（日语：恋人にしようと生徒会長そっくりの女の子を錬成してみたら、オレが下僕になっていました）（著：月見草平，〈一迅社文庫〉，一迅社）
- 露露的支配魔法（日语：それがるうるの支配魔術）（著：土屋司（日语：土屋つかさ），〈角川Sneaker文庫〉，角川書店）
- （〈HJ文庫〉，HobbyJAPAN）
- 超人高中生們即使在異世界也能從容生存！（著：海空陸，〈GA文庫〉，SB Creative）
- （著：葦原青，〈C★NOVELS Fantasia（日语：C★NOVELS）〉，中央公論新社）
- 優等生以上，不良未滿的我們。（著：初美陽一，〈GA文庫〉，SB Creative）
- （著：上月司，〈電擊文庫〉，ASCII Media Works）
- （著：須崎正太郎，〈DASH X 文庫〉，集英社）

### 插圖
- Weiß Schwarz
- 卡片鬥爭!! 先導者「綺羅的歌姬」
- 電視動畫 百慕達三角 ～多彩田園曲～ 第3話片尾插圖

## 外部連結
- 心拍日記 （日語）—SACRANECO的官方個人部落格。
- SACRANECO的X（前Twitter） （日語）